# Voo Tuninter 1153
Em 6 de agosto de 2005, o voo Tuninter 1153 seguia a rota intercontinental do Aeroporto Internacional de Bari, na Itália, até o Aeroporto Internacional de Djerba localizado em uma ilha tunisina. Pouco tempo depois da decolagem, a 120 km da costa mais próxima os dois motores do ATR-72 usado no voo param, forçando um pouso sobre o mar mediterrâneo que destrói o avião e mata 16 pessoas a bordo.

## Acidente
As 14h30 o ATR-72 que fazia o voo Tuninter 1153 decola do aeroporto de Bari, após ter vindo de Túnis para buscar 35 passageiros - em sua maioria italianos - e segue direto para a cidade de Djerba, no litoral da Tunísia. O Piloto do voo era Chafik Al Gharbi e copiloto era Ali Kebaier Al-Aswad.
O Tempo era bom e o avião percorria uma conhecida rota aérea intercontinental. O Único alarme que soava na cabine era um alerta de baixa pressão do combustível, entendido pelos pilotos como uma falha nos sensores.
As 15h40, quando o avião chegou a uma distância de mais de 120 km da costa da Itália, próximo a Sicília, o motor direito (número 2) do avião parou. A Tripulação tentou diversas vezes religá-lo até que, passados dois minutos o motor esquerdo (número 1) do ATR-72 também para. Sem os dois motores, a aeronave torna-se um planador e perde parte os instrumentos.
Os pilotos entram em conta(c)to com a torre de controle e declaram emergência, pedindo pouso no aeroporto de Palermo. Um engenheiro de voo presente no avião é chamado para ajudar os pilotos na tentativa de religar os motores. Como não houve sucesso em suas tentativas, a tripulação se prepara para um pouso no mar mediterrâneo, pois não conseguiriam planar o avião até o aeroporto mais próximo.
A Tripulação realiza o checklist para pouso forçado sobre a água e ao mesmo tempo unidades de resgate são enviadas para o local do provável pouso.
A Aeronave toca o mar mediterrâneo primeiro com a parte traseira e logo se desfaz em três partes:  se(c)ção traseira, se(c)ção das asas e se(c)ção frontal.

## Vítimas

Mapa mostrando os sobreviventes (em verde) e os mortos (em vermelho) em relação aos assentos do avião

Quando foram encontrados pelas equipes de resgate, a maioria dos sobreviventes estava apoiada na se(c)ção das asas.
Ao todo, dos 39 ocupantes do avião (passageiros e tripulação), 16 morrem e 23 sobrevivem.
A grande parte dos sobreviventes estava na se(c)ção traseira do ATR. O piloto e o copiloto sobreviveram, mas o engenheiro de voo, que também estava na cabine, e um atendente, morreram.
Autópsias realizadas indicavam que a maioria dos mortos veio a óbito no momento do impacto, enquanto que oito morreram afogados por não conseguirem sair da fuselagem do avião.

## Investigação
Logo depois do acidente a ANSV (Agência de Segurança de Voo Italiana) é acionada e começa a investigação juntamente com um investigador enviado pela própria ATR.
Como ainda não tinham as caixas pretas, os investigadores conduzem entrevistas com os sobreviventes sobre os últimos momentos do acidente. Segundo a tripulação na cabine de comando, soou um alerta de baixa pressão de combustível, mas não de baixo nível de combustível, eliminando a suspeita dos pilotos de que fosse uma pane seca.
Os investigadores então, procuram falhas nos sistemas de combustível do avião e por contaminação do combustível nos tanques em terra que dificultariam a passagem de combustível, já que o avião foi abastecido em Bari.
Dos testes realizados, nenhum apontava um problema sequer no sistema de combustível e nenhum tipo de contaminação. Desse modo os investigadores tomam outro rumo: na manutenção da aeronave, pois, se houvesse combustível nos tanques do avião as asas não poderiam flutuar como descrito pelos sobreviventes.

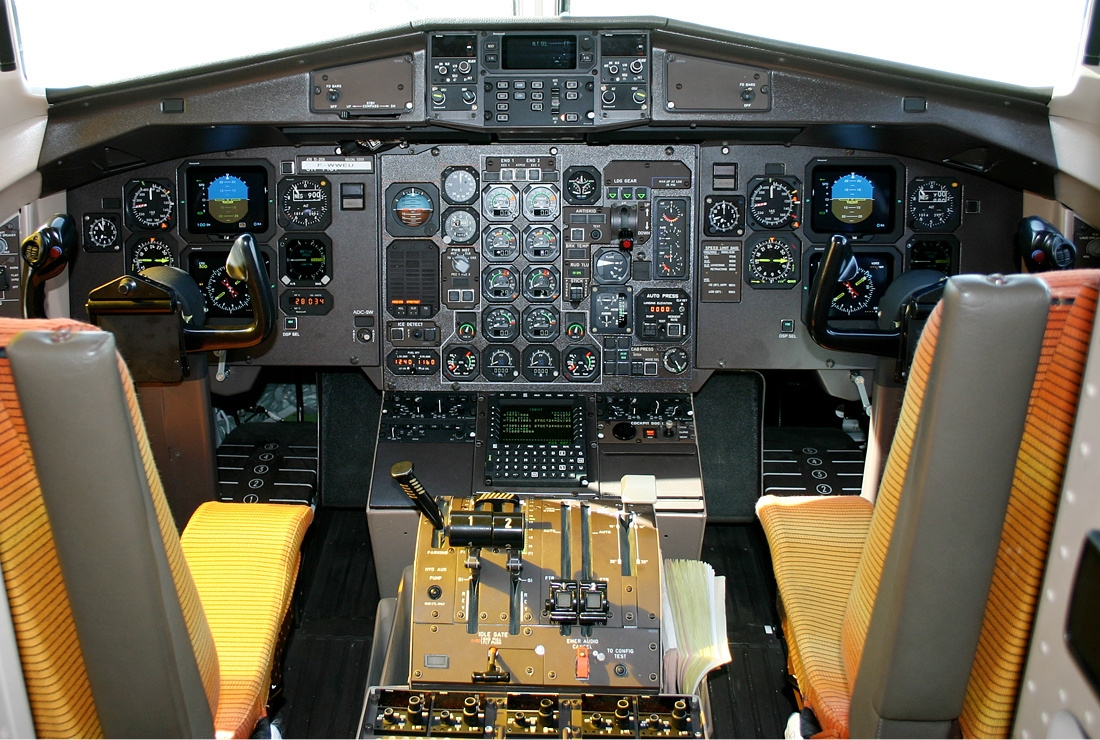
Painel de Instrumentos do ATR-72 semelhante ao acidentado

Ao ver os registros de manutenção, os investigadores notam que o mesmo piloto pediu para o FQI (do inglês Fuel Quantity Indicator: Indicador de Quantidade de Combustível) do ATR-72 utilizado fosse trocado por que estava avariado. Como pedido, a manutenção realizou a troca do FQI. Porém os investigadores acreditavam que essa troca tinha sido feita de modo errado.
O FQI de um ATR-72 é semelhante ao do ATR-42, todavia eles registram diferentes dados oriundos de sensores nos tanques de combustível: enquanto o FQI de um ATR-72 instalado no próprio registra 0 kg de combustível quando o tanque está realmente zerado, o FQI de um ATR-42 instalado erroneamente em um ATR-72 indica 1800 kg de combustível mesmo com o tanque vazio.
A Prova da má manutenção veio quando o painel do avião foi recuperado do fundo do mar pela Marinha Italiana e o FQI tinha o número 2550 nele, desse modo o avião estava em uma pane seca sem chance alguma de ligamento dos motores.

## Consequências
Apesar da causa ter sido descoberta, ela em si não explicava tudo. Procedimentos padrões deveriam ter alertado o comandante: um nível de combustível maior indicado no FQI e uma ausência de boletim de reabastecimento que o dispatcher havia assegurado entregar quando o avião retornasse a Bari, mas que nunca existiu.
A ATR foi além e mostrou em simulações que sua aeronave poderia ter planado por muito mais tempo que no voo 1153 e chegado até o aeroporto de Palermo. Para isso, o piloto deveria realizar o embandeiramento das hélices, reduzindo o arraso, e diminuir a uma velocidade ideal para planar. Porém os pilotos confiavam em seu FQI que registrava combustível nos tanques e por isso tentaram religar os motores.
O Relatório final da ANSV recomenda, dentre outras coisas, treinamento de pouso sobre a água e um novo desenho para o FQI dos aviões ATR, evitando outras prováveis confusões e acidentes. Por fim, também elogia a última ação dos pilotos antes de bater que na água, que foi pousar em um ângulo de 9°, fazendo o avião bater primeiro com a seção traseira e deslizar sobre a água até se destroçar, tal manobra ajudou a salvar mais vidas.

### Julgamento
A Tuninter compensou cada família das vítimas envolvidas no desastre em 20 mil euros.
Em 2009, os acusados foram julgados pela Justiça Italiana. O piloto Chafik Garbi foi sentenciado a 10 anos de prisão por homicídio culposo. Mais outros seis acusados, incluindo o copiloto e o chefe de operações da Tuninter também foram sentenciados a 10 anos de prisão e deverão cumprir logo que terminar todo o processo na justiça.